# Агорн (Баварія)
Агорн (нім. Ahorn) — громада в Німеччині, розташована в землі Баварія. Підпорядковується адміністративному округу Верхня Франконія. Входить до складу району Кобург.
Площа — 19,85 км2. Населення становить 4089 ос. (станом на 31 грудня 2020).

## Історія
Агорн вперше згадується у 1074/75 роках як «паркові двори в лісах замку Агорн». Розбудова тісно пов'язана з історією замку Агорн, який Йоахім фон Розенау побудував у стилі ренесансу після Селянської війни в 1555 році на залишках старішого замку.

## Герб

Герб Агорну

На гербі міста розташований зелений кленовий лист, знизу срібний замок, який позначає замок Агорну, як головну пам'ятку міста, а зелений і сріблястий кольори кленового листа і замку вказують на приналежність громади до колишнього герцогства Веттін Саксен-Кобург. Кленовий лист і замок вкраплені золотом і синіми кольорами з герба баронської родини фон Еффа.

## Галерея

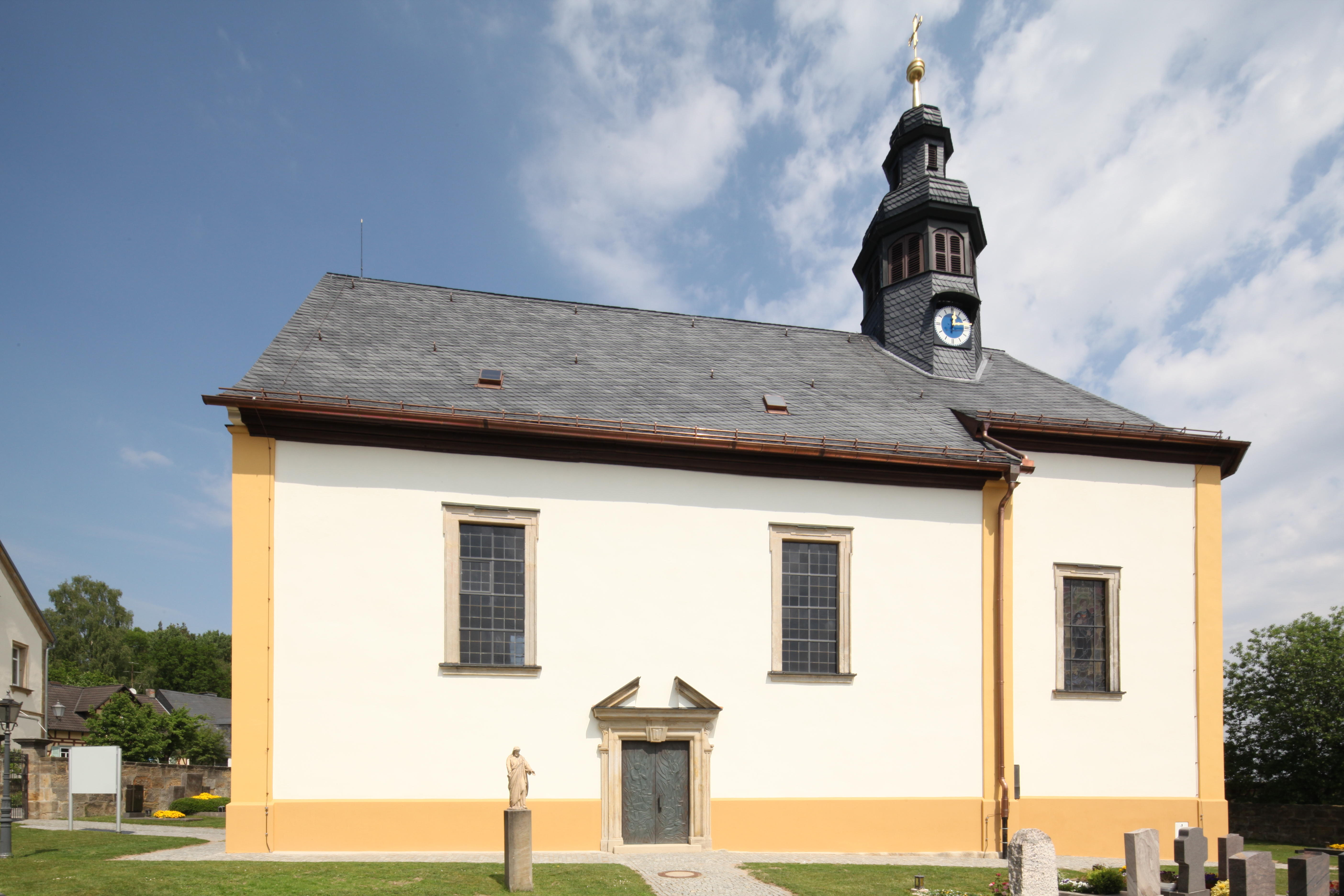